# Гаплогруппа E-FT7781
Гаплогруппа E-FT7781 или E1b1b1a1b1a* (Y-ДНК) — гаплогруппа Y-хромосомы человека.

## Описание
E1b1b1a1b1a* (FT7781) является потомком крупной европейской гаплогруппы E1b1b1a1b (V13). Возник этот субклад предположительно на Балканском полуострове в период бронзового века, и отсюда стал распространяться в Средиземноморье. Для этой гаплогруппы характерно значение маркера DYS393=12.
Субклады
- E-FT7781
  - E-FT8319  Италия  Узбекистан
    - E-FT9900  Бразилия — бразильская ветка

  - E-BY184773  Осетия — осетинская ветка, 650 ybp
  - E-FT231517  Италия
  -  E-FT352099  Греция  Ливия

## Палеогенетика

### Средние века
| Кладбище       | ID     | Гробница             | Дата                                     | Гаплогруппы           |
| -------------- | ------ | -------------------- | ---------------------------------------- | --------------------- |
| Segesta (SG 2) | SGBN18 | T17B/US 2230B (2213) | 1180-1265 calCE (820±20 BP, SUERC-86602) | E1b1b1a1b1a-V13 _ H1c |
| Segesta (SG 2) | SGBN19 | T17? US 2213A        | 1175-1265 calCE (828±21 BP, SUERC-86608) | E1b1b1a1b1a-V13 _ H1c |
| Segesta (SG 2) | SGBN20 | T17? US 2213B        | 1220-1275 calCE (795±22 BP, SUERC-86609) | E1b1b1a1-M78 _ H1c    |

## Этнический состав

### Евреи
- GRC15560110 | ERS1789480 — Turkish Jew — E2a1 (B932) > E-FT7781* # T2e1a1a1[3]

### Ливийцы
- MK65401 | id:YF085961 — AlSagir — E-V13>CTS8814>CTS5856>FT7781[4]

### Осетины
Дигорцы
фамилии: Байкуловы, Гергиевы, Дедегкаевы, Кобегкаевы, Тавитовы, Цориевы.
- Genotek — Байкулов Ирбек Станиславович — E1b1b1a1b1a (E-V13) # T2g1
- 7491 (YSEQ) — Gergiev — E1b1b-V13
- OSE-590 — Цориев — E1b1b1 (M35) > V13[6]

Иронцы
фамилии: Галуевы, Джериевы, Кокоевы, Коченовы.
- 276849 (FTDNA) — Galuev — E-M35 > V13+
- IN25302 (FTDNA) — Dzheriev — E-M35 > V13+
- 276853 (FTDNA) — Kokuaty — E-M35 > V13+
- OSE-187 — Кокоев — E1b1b1 (M35) > V13[6]
- Genotek — Коченов Валерий — E1b1b1a1b1a (E-V13) # T1a1

Южные осетины
фамилии: Гаглоевы, Плиевы, Санакоевы, Тедеевы.
- 278669 (FTDNA) — Pliev — E-M35 > V13+[5]
- Genotek — Тедеев Алан Эрикович — E1b1b1a1b1a # T2i

### Португальцы
- 920783 (FTDNA) — Ferrara — E1b1b1 M35+M78+V13+ > E-FT231517[7]
- AM33581 (FTDNA) | id:YF071325 — José Augusto Vieira — E1b1b > E-FT8319[8]

### Таджики
- N121282 (FTDNA) | id:YF127223 — Джураев Халик — V13>CTS8814>CTS5856>BY4877>FT7781>FT8319

## Публикации
2011
- Balanovsky O, Dibirova K, Dybo A, et al. (October 2011). Parallel Evolution of Genes and Languages in the Caucasus Region. Molecular Biology and Evolution. 28 (10): 2905–2920. doi:10.1093/molbev/msr126. PMC 3355373. PMID 21571925.

2017
- Behar DM, Saag L, Karmin M, et al. (November 2017). The genetic variation in the R1a clade among the Ashkenazi Levites' Y chromosome. Scientific Reports. 7: 14969. doi:10.1038/s41598-017-14761-7. PMC 5668307. PMID 29097670.

2024
- Monnereau A, Ughi A, Orecchioni P, et al. (July 2024). Multi-proxy bioarchaeological analysis of skeletal remains shows genetic discontinuity in a Medieval Sicilian community. R Soc Open Sci. 11 (7): 240436. doi:10.1098/rsos.240436. PMC 11265863. PMID 39050717.